# Pirmin Blaak
Pirmin Blaak (Rotterdam, 8 maart 1988) is een Nederlandse hockeykeeper die van 2000 tot 2016 bij HC Rotterdam speelde en aansluitend bij HC Oranje-Rood. 
Hij begon bij HC Barendrecht. Sinds 2004 maakt hij deel uit van diverse Nederlandse jeugdselecties. Op 24 januari 2011 maakte hij zijn debuut in het Nederlands hockeyteam, tijdens een interland tegen Ierland in Sevilla. Met zijn club HC Rotterdam kwam hij sinds 2009 uit in de Hoofdklasse en in de Euro Hockey League. In 2012 was Blaak aangewezen als reserve buiten het olympisch dorp bij de Olympische Spelen in Londen, waar het Nederlands hockeyteam de zilveren Olympische medaille won. 
In december 2023 werd Blaak uitgeroepen tot 's werelds beste keeper van het jaar.
Pirmin Blaak is vernoemd naar de Zwitserse skiër Pirmin Zurbriggen. Met HC Rotterdam won hij in 2013 het landskampioenschap; dit was de eerste landstitel in de geschiedenis van HC Rotterdam. Sinds 2016 komt hij uit voor HC Oranje-Rood. Op 7 maart 2021 speelde Blaak zijn honderdste interland voor het Nederlands team.
Tijdens de Olympische Zomerspelen 2024 werd Blaak geselecteerd en speelde een belangrijke factor in de finale die uitliepen op shoot-outs. Blaak maakte belangrijke reddingen en zo werd Nederland Olympisch kampioen. Twee maanden later heeft Blaak besloten te stoppen als internationaal.

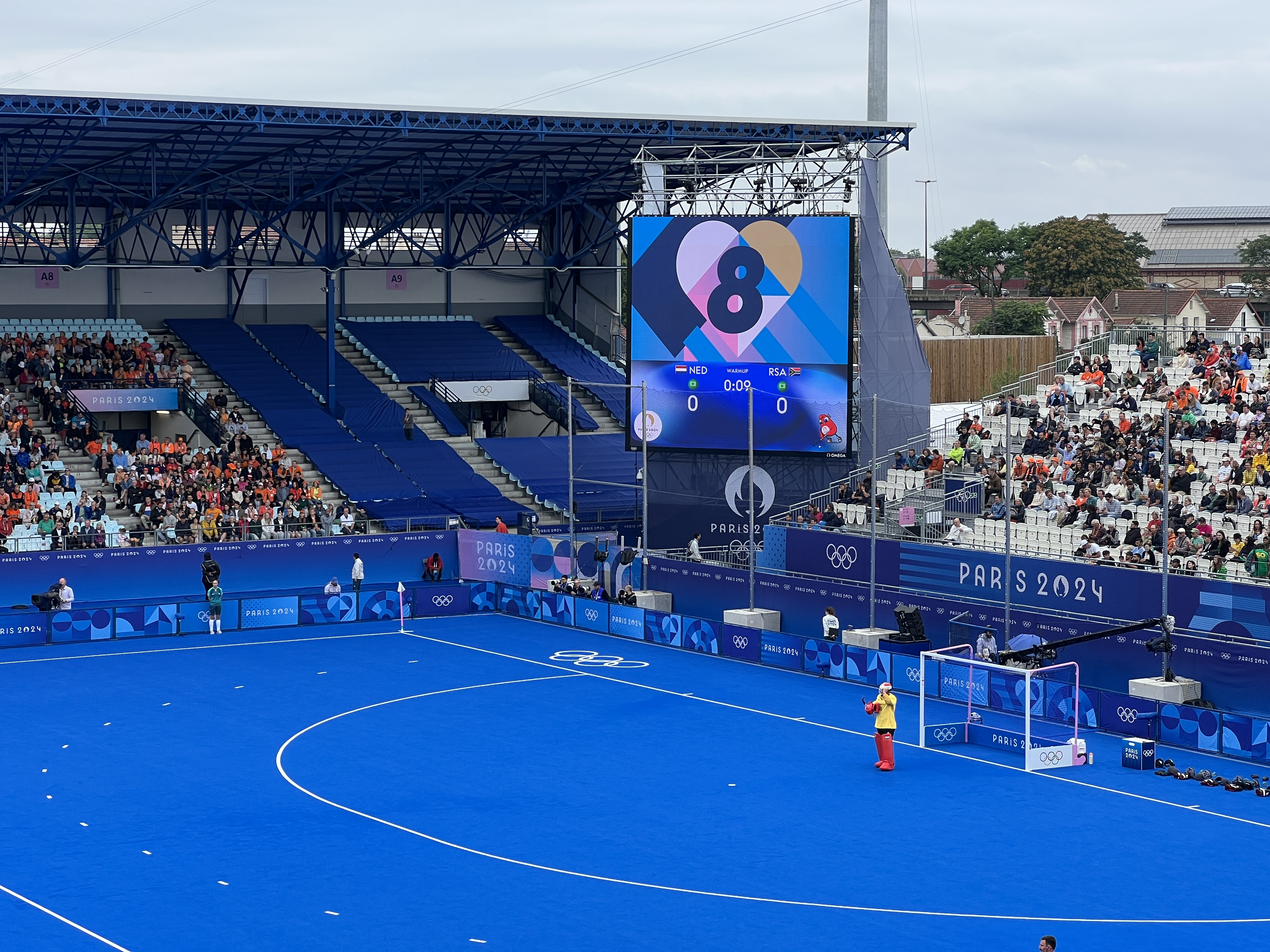
Blaak in het doel op de Olympische Spelen 2024 in Parijs tijdens de eerste wedstrijd tegen Zuid-Afrika.

## Erelijst

### Olympische Spelen
- 2024:  Parijs

### WK
- 2014:   Den Haag
- 2018:   Bhubaneswar, India

### Champions Trophy
- 2011:  Auckland
- 2012:  Melbourne

### World League
- 2014:  New Delhi

### EK
- 2021:  Amstelveen
- 2017:  Amstelveen
- 2015:  London
- 2011:  Monchengladbach
- 2002:  Boom

### WK Juniors
- 2009:  Singapore

### Euro Hockey League
- 2008:  HC Rotterdam
- 2009:  HC Rotterdam
- 2010:  HC Rotterdam
- 2017:  HC Oranje-Rood

### NK
- 2018:  HC Oranje-Rood
- 2013:  HC Rotterdam
- 2012:  HC Rotterdam
- 2011:  HC Rotterdam
- 2009:  HC Rotterdam
- 2008:  HC Rotterdam

### NK Zaal
- 2008:  HC Rotterdam
- 2010:  HC Rotterdam

### Hero Hockey India League
- 2013:  Delhi Wave Riders

### FIH Star Awards 2018
- 2018:  Nomination Goalkeeper of the Year